# Szejma
Szejma (arab. ﺷﻴﻤﺎﺀ, tr. Şeyma, transkrypcja francuska Chaymae) – żeńskie imię arabskie. Pochodzi od słowa asz‑szyjam (arab. ﺍﻟﺸﻴﻢ) oznaczającego dobry charakter, dobre wychowanie lub zdyscyplinowanie, oznacza więc osobę o dobrym wychowaniu, charakterze lub zdyscyplinowaną.
Zdrobnienie arabskie brzmi Szemszem lub Szemsiem (arab. ﺷﻤﺸﻢ), polskie Szejmuś lub Szejmusia.
Istnieje również forma męska Szyjam (arab. ﺷﻴﻢ).